# Mossa
Mossa es una localidad y comune italiana de la provincia de Gorizia, región de Friuli-Venecia Julia, con 1.679 habitantes.

## Evolución demográfica
| Gráfica de evolución demográfica de Mossa entre 1861 y 2001 |
|                                                             |
| Fuente ISTAT - elaboración gráfica de Wikipedia             |